# 시네마토그래피

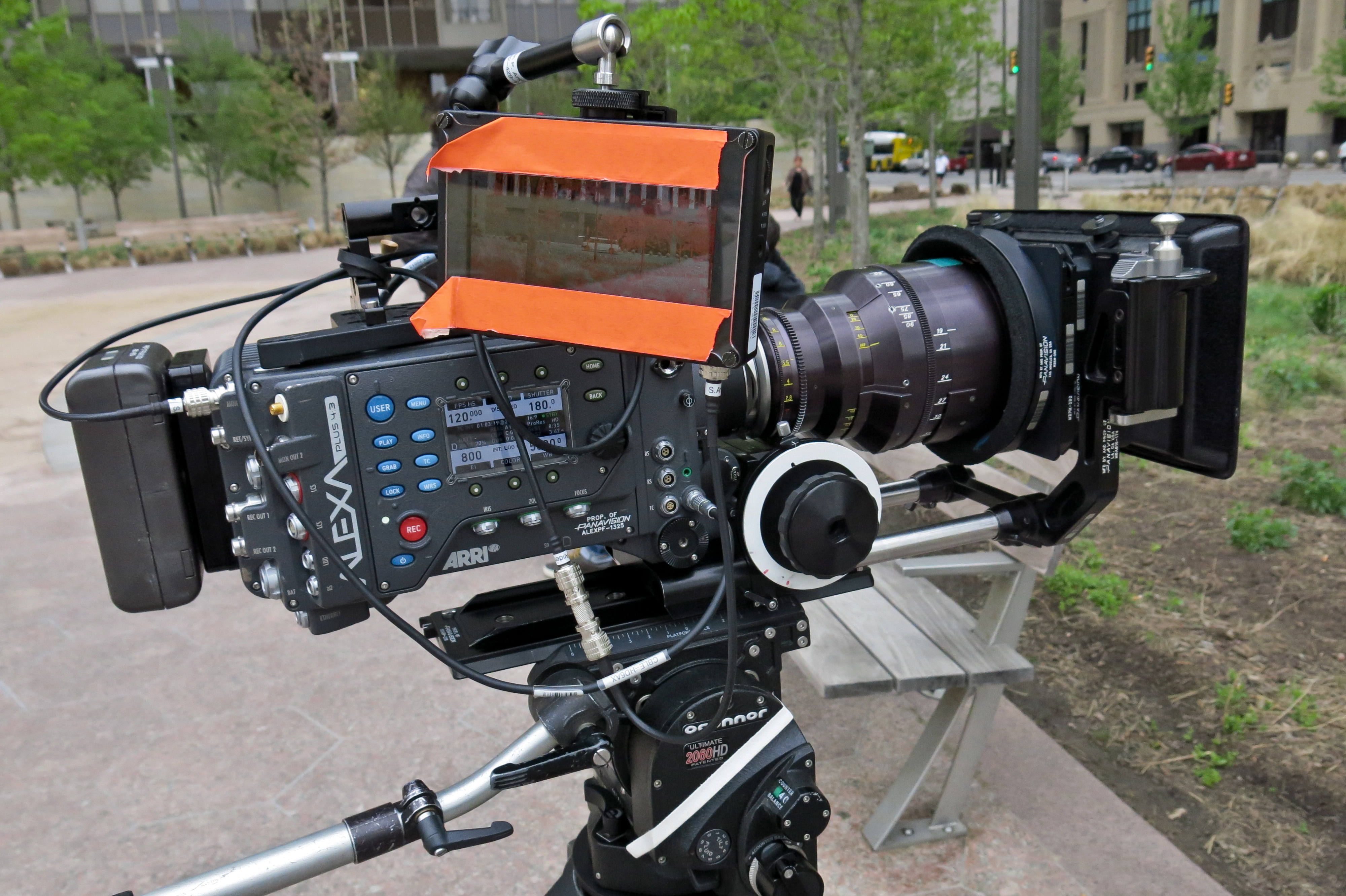
디지털 영화 카메라

시네마토그래피(영어: cinematography) 또는 촬영(撮影)은 동영상을 찍어 필름이나 테이프에 기록하는 과정이다. 방송 촬영의 경우 촬영하려는 스태프가 많이 필요하고, 촬영 기술이 복잡하고 재료비가 많이 들며, 촬영한 것을 확인하려면 별도의 설비를 갖추어야 한다.
촬영을 처음 시작한다는 의미로 대한민국에서는 크랭크인(crank in)이라는 용어를 사용하며, 이는 영화 촬영기의 핸들을 뜻하는 크랭크(crank)에서 비롯되었다.

## 같이 보기
- 영화 이론
- 3차원 영화
- 사진술
- 스테디캠
- 헬리캠
- 고프로
- 지미집
- 필르마이징(필름룩)
- 증강현실(AR)
  - 매치무빙(영어판)